# Luis Villamayor
Luis Villamayor (21 giugno 1964) è un ex giocatore di calcio a 5 paraguaiano.

## Carriera
Come massimo riconoscimento in carriera vanta la partecipazione al FIFA Futsal World Championship 1992 in cui la nazionale paraguaiana è stata eliminata nel girone del primo turno comprendente Paesi Bassi, Iran e Italia.